# Ida (roślina)
Ida – rodzaj roślin z rodziny storczykowatych (Orchidaceae). Obejmuje 44 gatunki i 3 hybrydy występujące w Ameryce Południowe i Środkowej w takich krajach i regionach jak: Boliwia, Brazylia, Kolumbia, Kuba, Dominikana, Ekwador, Haiti, Jamajka, Peru, Portoryko, Wenezuela.

## Systematyka
Rodzaj sklasyfikowany do podplemienia Maxillariinae w plemieniu Cymbidieae, podrodzina epidendronowe (Epidendroideae), rodzina storczykowate (Orchidaceae), rząd szparagowce (Asparagales) w obrębie roślin jednoliściennych.
Wykaz gatunków
- Ida acaroi Oakeley
- Ida alexportillae (J.Portilla, H.Medina & I.Portilla) J.M.H.Shaw
- Ida andreettae (Dodson) Oakeley
- Ida angustitepala Oakeley
- Ida ariasii Oakeley
- Ida barringtoniae (Sm.) A.Ryan & Oakeley
- Ida barrowiorum Oakeley
- Ida castanea Oakeley
- Ida ciliata (Ruiz & Pav.) A.Ryan & Oakeley
- Ida cinnabarina (Lindl.) A.Ryan & Oakeley
- Ida cobbiana (B.S.Williams) A.Ryan & Oakeley
- Ida costata (Lindl.) A.Ryan & Oakeley
- Ida diastasia (D.E.Benn. & Oakeley) A.Ryan & Oakeley
- Ida dunstervillei (Bergold) A.Ryan & Oakeley
- Ida dyeriana (Sander ex Mast.) Oakeley
- Ida ecuadorensis (J.Portilla, H.Medina & I.Portilla) J.M.H.Shaw
- Ida ejirii Oakeley
- Ida fimbriata (Poepp. & Endl.) A.Ryan & Oakeley
- Ida fulvescens (Hook.) A.Ryan & Oakeley
- Ida gigantea (Lindl.) A.Ryan & Oakeley
- Ida grandis Fowlie ex Oakeley
- Ida heynderycxii (É.Morren) A.Ryan & Oakeley
- Ida hirtzii (Dodson) A.Ryan & Oakeley
- Ida insolita (Szlach. & Kolan.) Ormerod
- Ida jamesiorum Oakeley
- Ida jimenezii Oakeley
- Ida lacheliniae Oakeley
- Ida laciniata Oakeley
- Ida lanipes (Lindl.) J.M.H.Shaw
- Ida lata (Rolfe) A.Ryan & Oakeley
- Ida linguella (Rchb.f.) A.Ryan & Oakeley
- Ida lionetii Cogn. & A.Gooss. ex Oakeley
- Ida locusta (Rchb.f.) A.Ryan & Oakeley
- Ida maxibractea (D.E.Benn. & Oakeley) A.Ryan & Oakeley
- Ida munaensis Oakeley
- Ida nana (Oakeley) A.Ryan & Oakeley
- Ida pegueroi (Archila) J.M.H.Shaw
- Ida peruviana (Rolfe) A.Ryan & Oakeley
- Ida priscilae I.Portilla ex Oakeley
- Ida reichenbachii (Gireoud ex Rchb.f.) A.Ryan & Oakeley
- Ida rikii Oakeley
- Ida rossyi (Hoehne) Campacci & Baptista
- Ida shigerui Oakeley
- Ida uribei Oakeley

Wykaz hybryd
- Ida × monopampanensis Oakeley
- Ida × tornemezae Oakeley
- Ida × troyanoi Oakeley